# 鹿児島純心女子中学校・高等学校
鹿児島純心女子中学校・高等学校（かごしまじゅんしんじょしちゅうがっこう・こうとうがっこう）は、鹿児島県鹿児島市唐湊四丁目にある、私立のミッション系女子校である。学校法人鹿児島純心女子学園が運営している。

## 沿革
- 1933年 - 本部をカナダにおく聖名修道会により聖名女学校として開校。
- 1940年 - 第二次世界大戦開戦により、運営を純心聖母会に引き継ぐ。
- 1941年 - 鹿児島純心高等女学校と改称。
- 1947年 - 中学校を併設。
- 1948年 - 鹿児島純心女子中学校・高等学校と改称。
- 1951年 - 私立学校法が施行されたのに伴い、運営母体となる学校法人鹿児島純心女子学園を設立。
- 1960年 - 鹿児島県川内市隈之城町（現薩摩川内市）に鹿児島純心女子高等学校川内分校を開設。
- 1961年 - 川内分校が川内純心女子高等学校として分離（川内純心女子高等学校は2009年3月に閉校）。

## 学科
- 全日制普通科
  - S特進コース
  - 選抜コース
  - 英語コース
  - 本科コース

## 部活動
- なぎなた部 - 全国大会優勝回数5回（1970年、1972年、1974年、1979年、1982年）

## 著名な出身者
- 山﨑浩子 - 元新体操選手、タレント、スポーツライター
- 近藤久美子 - KYTアナウンサー
- 汾陽麻衣 - フリーアナウンサー、キャスター
- 宮之原明子 - 実業家、プロデューサー
- 柳野玲子 - タレント
- 中山彩奈 - バスケットボール選手

## アクセス
- 最寄駅：JR指宿枕崎線郡元駅より徒歩約10分
- 最寄駅：鹿児島市電純心学園前停留場より徒歩約10分